# Rokoko

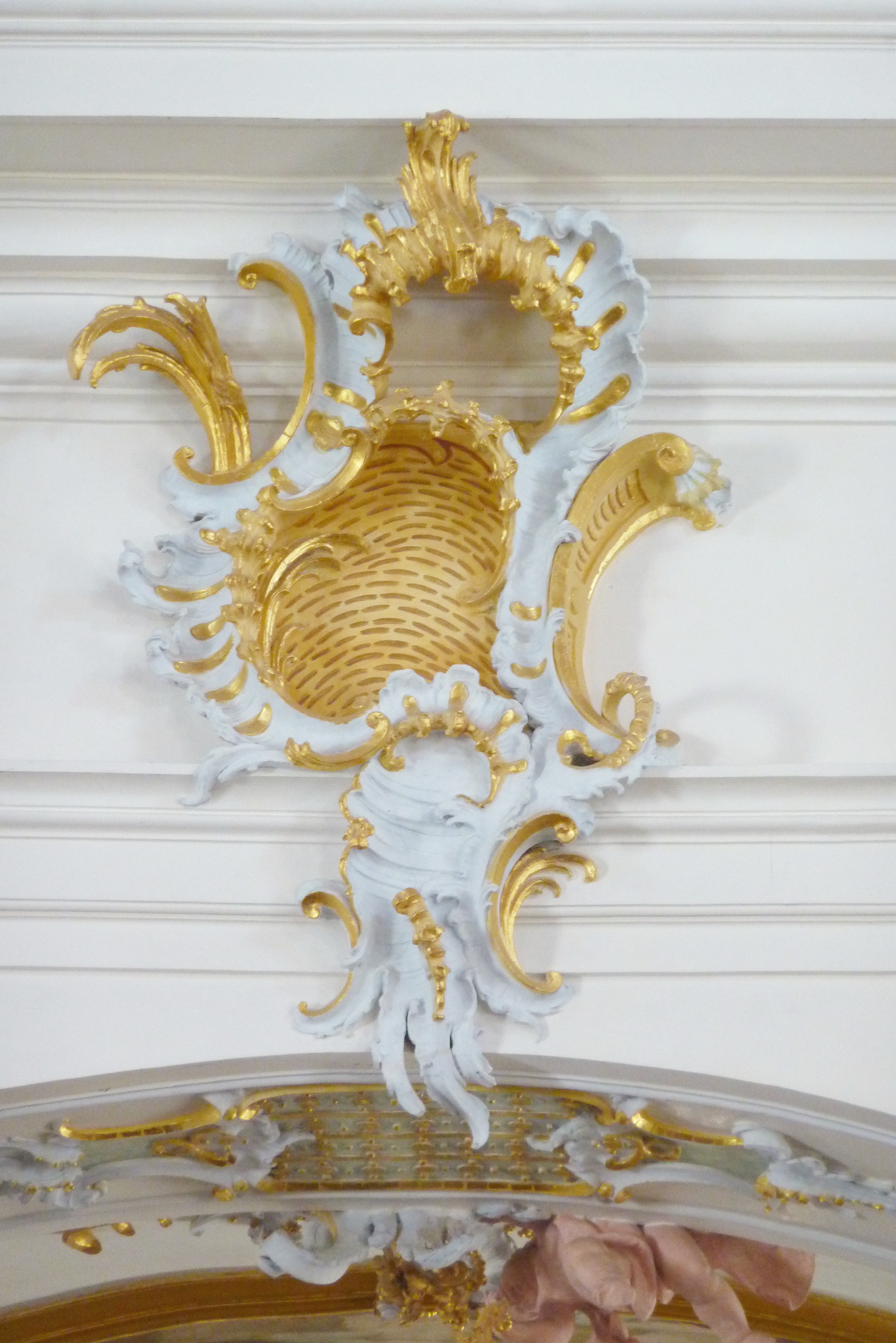
Rocaille, typický rokokový ornament ve tvaru mušle (z výzdoby kostela v bavorském Altomünsteru)

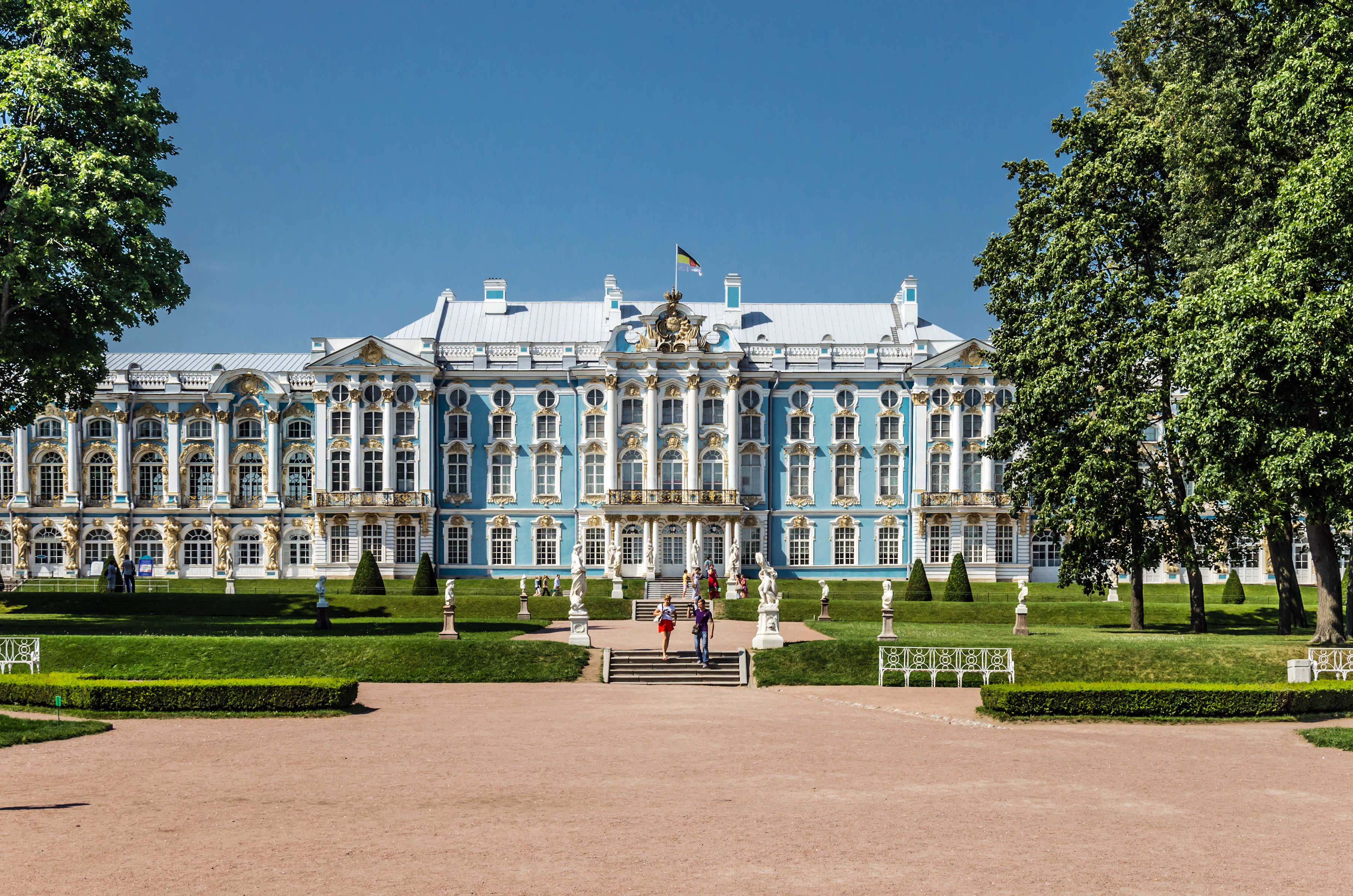
Severní strana Kateřinského paláce v Carském selu

Rokoko (z francouzského rocaille – česky rokaj) je umělecký sloh, který představoval další vývoj baroka v přibližně letech 1720 až zhruba do 80. let 18. století. Zatímco ve Francii má rokoko charakter samostatného slohu, následujícího po období výrazného baroka, v prostředí střední Evropy, kde plynule navazuje na baroko, je chápání rokoka jako samostatného slohu sporné. Vhodnější je používat pro střední Evropu termín pozdní baroko. Bohatě zdobený rokokový styl byl velmi hojný v Ruském impériu v době panování carevny Alžběty Petrovny, proto se vžilo také označení alžbětinské baroko.

## Charakteristika
Jméno slohu se odvozuje od francouzského výrazu roc, rocaille (česky kamínek, mušlička), v češtině rokaj, ornamentálního zprohýbaného motivu, poněkud připomínajícího ušní boltec. Tento ornament nekonečných variačních možností vznikl počátkem 18. století v Itálii, avšak výtvarně byl akcentován hlavně ve Francii doby Ludvíka XV.
Rokoko se představuje především jako dekorativní styl: stěny a klenby světských i sakrálních staveb jsou pokryty lehkými, elegantními ornamenty, rokajemi, ve štuku a zlatě, ve formě fresek a motivů popínavých rostlin. Rozkvět nastává koncem roku 1730, k nám přichází s malým zpožděním až kolem roku 1740. Půvabné kudrlinkové ozdoby a rostlinné motivy zdobí každou stavbu a hýří zlatou a bílou barvou. Záliba v okázalé ornamentice se projevovala v architektuře, malířství, sochařství, uměleckém kovářství atd. Ornamentika však není jedinou známkou rokokového výtvarného názoru, i když nejbezpečněji pomáhá k časovému určení děl jím poznamenaných, především ovšem v oblasti architektury. Po slavnostní monumentalitě a honosnosti umění doby Ludvíka XIV. nastoluje ve všem životním prostředí druhé čtvrtiny 18. století lehký tón, úsměvnost a zdrobnělé měřítko. Aniž by opustila slohové zásady tradičního klasicismu, šíří se tato výtvarná nálada charakteristická pro období rokoka po celé Evropě. Dynamismus vrcholného baroka střídá lyrismus, který modeluje stavby do klidných obrysů a ploch s nehlubokým členěním stěn, jejichž střízlivost zvýrazňuje nanášením rocaillů.

## Architektura

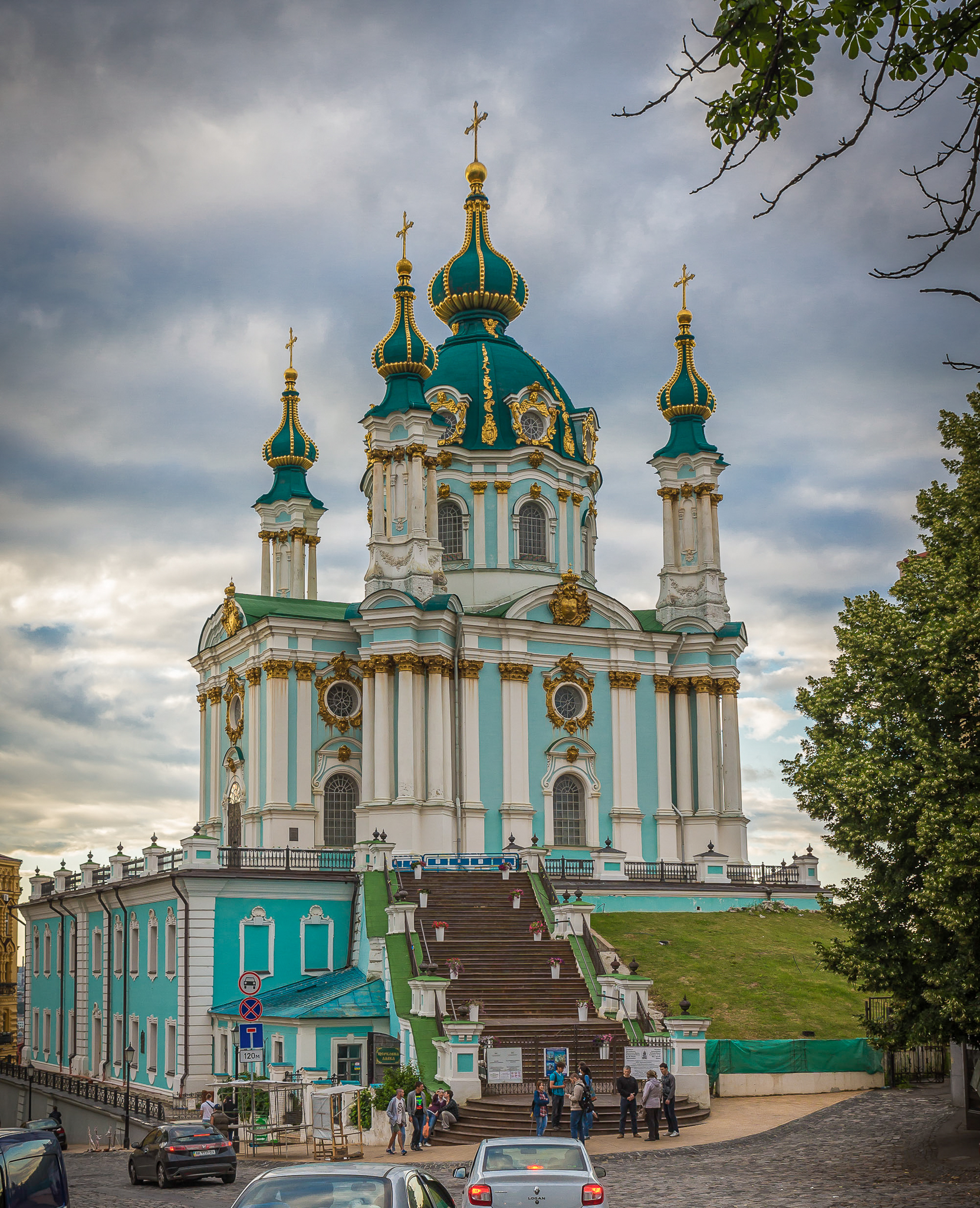
Chrám svatého Ondřeje v Kyjevě

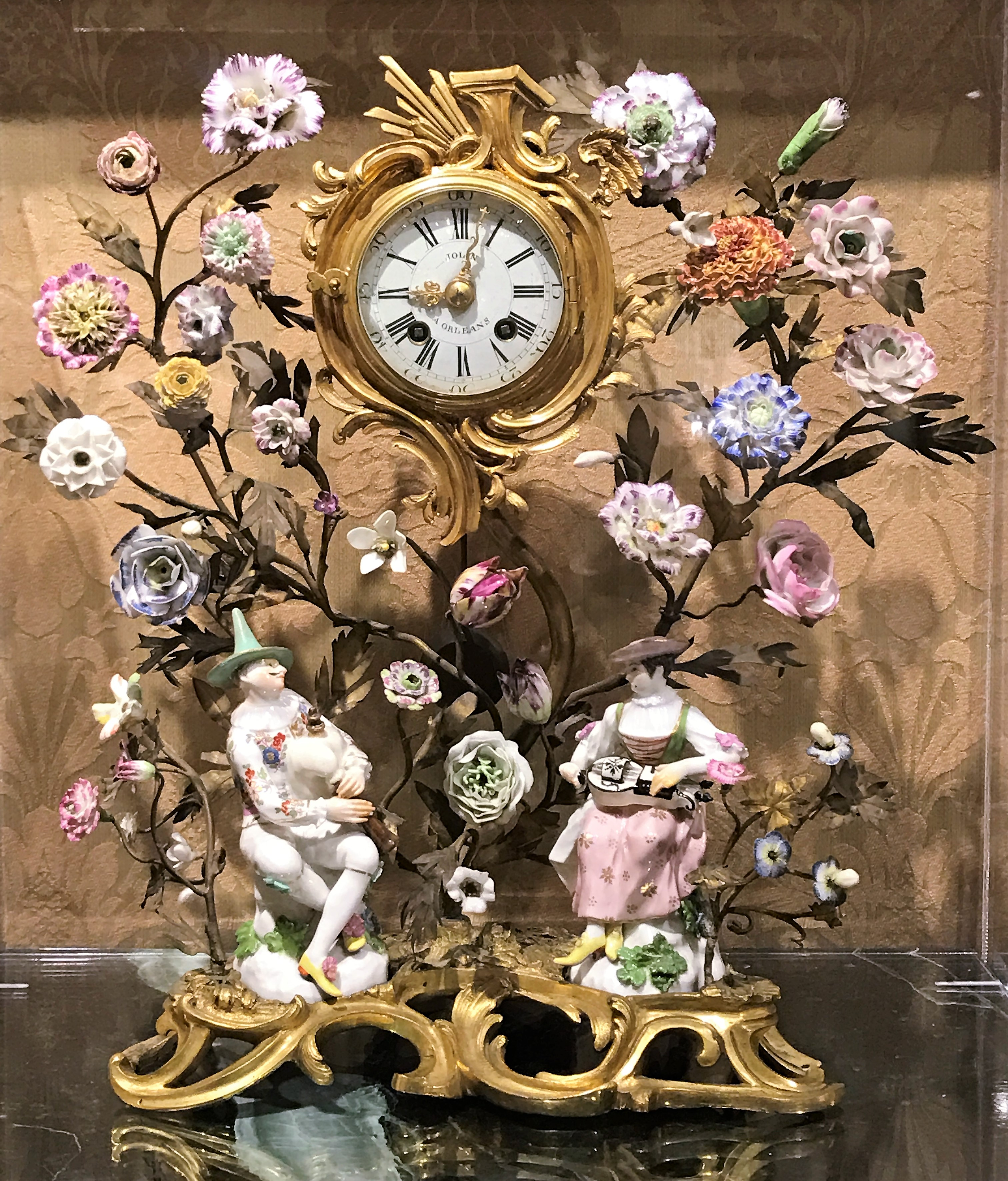
Johann Joachim Kändler: rokokové porcelánové hodiny (Míšeň, 1735)

V protikladu k poměrně hmotové uměřenosti architektury českého rokoka jeví soudobé užité umění známky tvarové rozvolněnosti a dekorativní nespoutanosti. Zprohýbané, zlaceným rocaillem hýřící oltáře, asymetrie a ornamentální přebujelost ostatního kostelního zařízení, jaká charakterizují především jezuitské chrámy, v této době většinou nově zařizované, mají analogii v obydlí laickém ve zlaceném zprohýbaném nábytku, lesku přemíry zrcadel, v tapiseriích a figurkách s pastorálními náměty, v pestrobarevných textiliích i květované keramice, pokud není tvarována do podoby ptáků či ovoce. Radost z přírody je reakcí na dogmatismus a religiozitu baroka a předzvěstí romantismu nové doby.
Ústřední jmenovitou hodnotou životního pocitu a myšlenkového vztahu ke světu byla intimita, niternost prožitku, přenášená i na přírodu. Nová smyslová citlivost odkryla například denní světlo. Odpovídalo touze po jasu a přirozenosti. Bylo zdůrazňováno ve všech výtvarných druzích, v architektuře četností a velikostí oken zámků a paláců, v interiérech zrcadly, v malířství opuštěním šerosvitu a zesvětlením barevnosti, pastelovým laděním barev, větším použitím techniky pastelu. Oproti baroknímu monumentalismu, patosu a umocněné výrazovosti rozvinulo jemnou hru světla a stínu až k citově sentimentální lyričnosti. Prostor, klíčová složka každého výtvarného názoru, je v rokoku důsledně intimní, tj. uzavřený a podávaný motivem interiéru, v němž se děj odehrává, nebo motivem exteriéru, jímž je především zahrada.

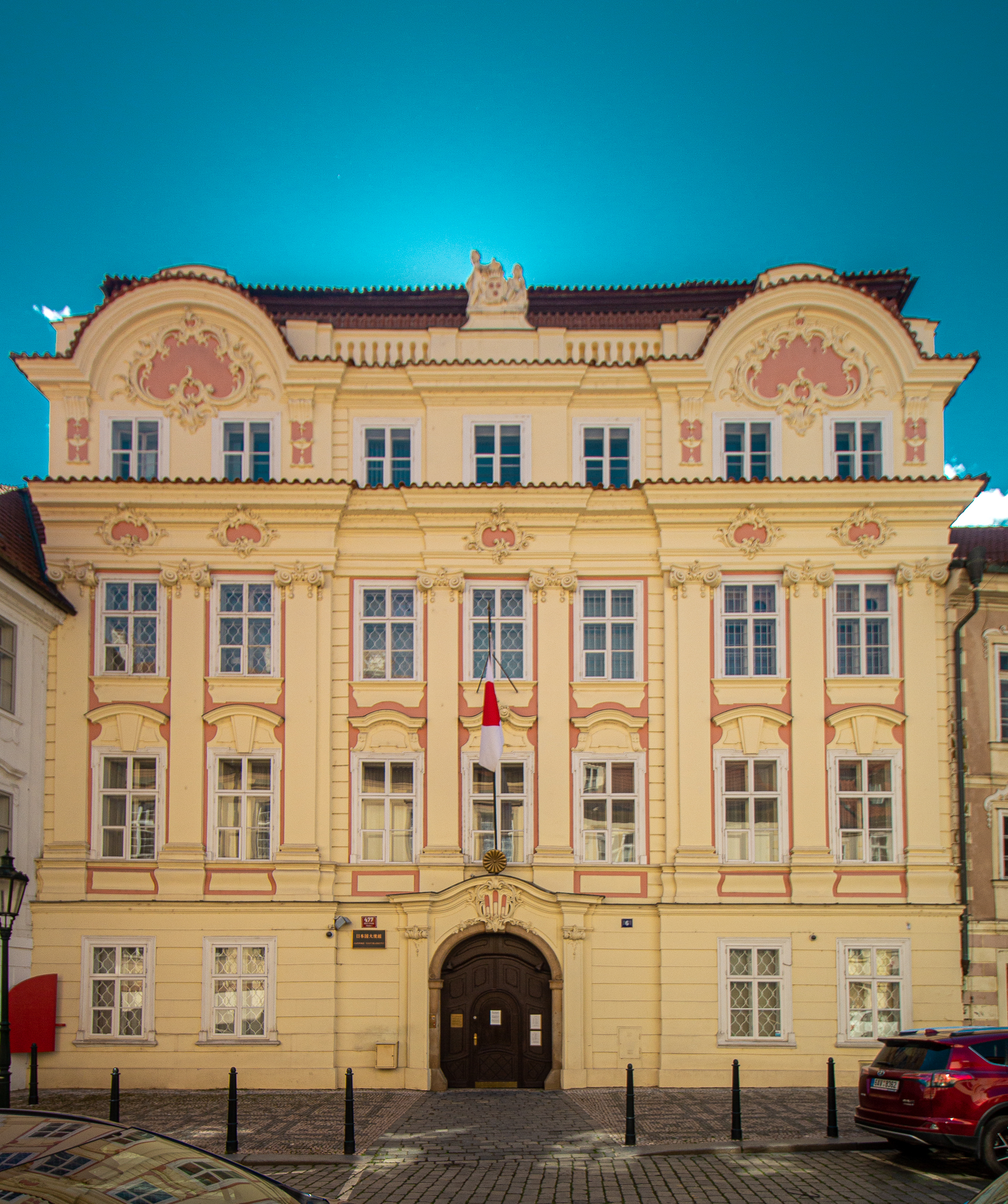
Palác Turbů na Malé Straně v Praze

Prostorovou představu postupně se odkrývajících prostorů uskutečnila například parková architektura zámků (Versailles, Schönbrunn), malířství svými scénickými kompozicemi G. B. Tiepolo, F. A. Maulbertsch, z nichž těžilo i reliéfní sochařství. Celá příroda, záměrně utvářená parkovou úpravou, grottami, vodopády, vyjadřuje dobovou představu ráje, lepšího, přírodního, a proto přirozeného světa plného harmonie.

### Rokoková architektura v českých zemích
Jednou z mála rokokových stavebních památek na území dnešní ČR je zámek Nové Hrady u Skutče (okres Ústí nad Orlicí) z let 1774–1777, přezdívaný někdy „malý Schönbrunn“ nebo „české Versailles“.

## Interiér
Nábytek rokoka se snaží zjemňovat dekor a používat odlehčené materiály. Ve střední Evropě, v Itálii a ve Španělsku převládá vliv francouzské nábytkářské tvorby především pro šlechtická panství. Ale rovněž měšťanstvo v Rakousku a německých zemích vyhledávalo pozměněnou formu francouzského nábytku, projevující se dýhováním a leštěním.
Další odvětví tvořil nábytek anglický, který se vyznačoval jednoduchou linií, nákladností a užitečností (až praktičností) jednotlivých kusů. Tento druh nábytku ovlivnil hlavně produkci směřující do Severní Ameriky, tzv. koloniální nábytek.
Oblíbenou potahovou látkou se stal v době rokoka chintz, pestře potištěné plátno se slabým voskovým povlakem. Od 17. století se dováželo do Evropy z Indie a později se zde už vyrábělo.
Dřevěný nábytek se také ošetřoval pomocí tzv. polírovací běli, složené ze směsi želatiny, vepřového sádla, včelího vosku, Marseillského mýdla, kaolínu nebo křídy. Části pokryté polírovací bělí se doplňovaly barevnými nebo pozlacenými plátky. Rokokový nábytek se vyznačoval zvlněným povrchem, štíhlými a prohnutými nožkami, tedy skoro nesymetrií. Výtvarný styl se inspiroval čínským a japonským uměním, postavy Číňanů se objevovaly například na čajových soupravách a čínské nebo japonské pokoje byly obvyklou součástí šlechtického sídla.

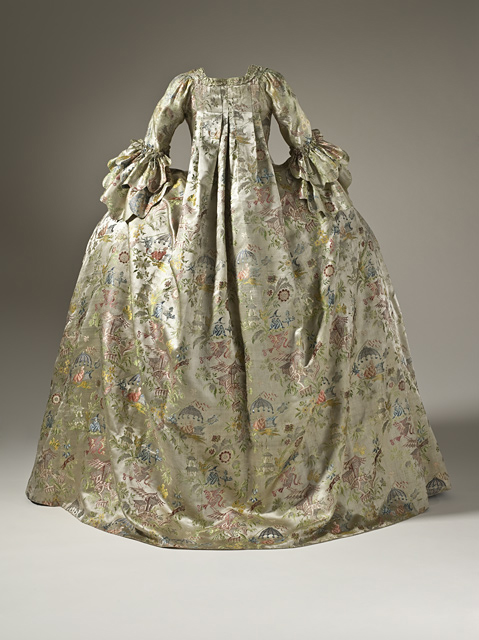
Šaty z hedvábného saténu ve stylu robe à la Française, Amsterdam, polovina 18. století (z expozice Losangeleského muzea umění)

Rokokový sloh nacházíme na zámcích velmi často v podobě kamen, hlavně se zlacenými, růžovými nebo červenými detaily ornamentiky. Dále se používá mosaz, cín, želvovina, intarzie s motivy květin. Lustry jsou kovové (masivní barevné kovy, plechové s květy) nebo skleněné (čiré, jemně barevné či z benátského skla). Do rokokových pokojíků patří též porcelán, míšenské a vídeňské porcelánové figurky (především pastýřská tematika), české řezané sklo, holíčská fajáns (majolika – keramika z pálené hlíny s cíničito-olovnatou polevou, malovaná nebo plasticky zdobená) a zdobené rokokové stolní hodiny. Jako ukázkový zámek může sloužit zámek Dobříš, včetně zahrady a interiérů.

## Výtvarné umění
Obrozený vztah ke skutečnosti, zvláště přírodní, pozvedal na čelné místo vedutu (G. A. Canale, B. Belotto, F. Guardi, G. B. Piranessi) a později i motiv zříceniny v krajině (G. P. Pannini, H. Robert). V malbě převládají galantní, idylické  scény ze života aristokracie, často zasazené do pastorální krajiny. Mezi umělce rokoka jsou řazeni malíři Jean Antoine Watteau, Francois Boucher, Jean-Honoré Fragonard,  Maurice-Quentin de La Tour, Jean Baptiste Chardin, Rosalba Carrierová, William Hogarth, Daniel Chodowiecki, Jean-Baptiste Greuze, Pietro Longhi, Paul Troger atd.

### Rokokové malířství v českých zemích
Do české malířské tvorby pronikaly rokokové prvky už kolem roku 1729, jak naznačuje oltářní i fresková malba V. V. Reinera (1689–1743), v jehož díle došlo ve třicátých letech k nápadnému zmenšení figurálního rozvrhu a celkovému zklidněním citového výrazu. Skutečným nositelem rokokového charakteru však nebyla ani tak malba fresková – Jan Petr Molitor (1702–1756), František Antonín Müller (1697–1753), Siard Nosecký (1693–1753), František Julius Lux (1702–1764), jako spíše malířství závěsných obrazů (tapiserií). Antoním Kern (1719–1747) sem vnesl přímé zkušenosti ze svého školení v Benátkách, projevující se především v příznačném prosvětlení barevné škály a ve zlyričtění scény. Také Molitorovu intenzivní freskařskou práci (Liběchov, Hořín, Dobříš) provázela pilná tvorba závěsných obrazů oltářních, vyznačujících
se působením světelných efektů a celkovým zjemněním barevného podání.
Komorní obraz kabinetní získal hlavní pěstitele v krajináři F. A. Hartmannovi mladším (1694–1738) a v malíři květinových zátiší K. J. Hirshelym (1695–1743), jenž spojil kresebně detailní provedení s ornamentálně-dekorativním barevným řešením. V zátiší J. A. Vocáska (1706–1757) se prolnula věcnost pohledu s precizní drobnomalbou, působící ve své usilovné faktografičnosti a úspěšném využívání iluzivních efektů tzv. trompe l’oeil. Za typického představitele české rokokové malby je možné pokládat Norberta Grunda (1717–1767), autora nespočetných obrázků drobného formátu, v nichž se figurální prvek harmonicky vyvažuje s motivem krajiny.
Benátský luminismus, jenž byl stylovým vzorem českého rokokového malířství, dostoupil svého vrcholu ve freskách F. X. Palka (1724–1767) a J. L. Krackera (1717–1779), v nichž se původní podněty z okruhu G. B. Piazzetty (1682–1754) a G. B. Tiepola zjednodušily v dílech vystupňovaného dekorativismu a zesilovaného prostorového iluzionismu. Cosi z hravosti a jemné noblesy rokoka mají oltářní obrazy Ignáce Raaba (1715–1787), převádějící náboženské výjevy do sféry poklidného výjevu, zbaveného vší epičnosti ve prospěch ztišeného komentování na okraji religiozity prosáklé sentimentem. Celá plejáda umělců různého stupně kvality, od techniky dokonalého projevu (fresky Josefa a Václava Prokopa Kramolínů, F. J. Prokyše (1715–1791), interiérové výzdoby A. Tuvory, oltářní obrazy F. X. Procházky (1740–1815)) až na práh obyčejného řemesla, rozšířila principy rokokové malby po celé zemi; koncem 18. století začala rokoková malba pronikat i do oblasti umění lidového (obrázky na skle), kde tento názor (silně zrustikalizovaný) přežíval hluboko až do století devatenáctého.
Snad nejvýrazněji se mimo České země projevilo rokoko v oblasti odívání, líčení a účesů, což můžeme souhrnně nazvat jako rokoková móda.